# 서울대학교 문리과대학 축구단
서울대학교 문리과대학 축구단은 대한민국 서울특별시에 있었던 축구단이다. 서울대학교 문리과대학이 운영했던 대학교 축구단이다.

## 같이 보기
- 서울대학교
- 경성제국대학
- 서울대학교 축구단
- 서울대학교 공과대학 축구단
- 서울대학교 농과대학 축구단
- 서울대학교 법과대학 축구단
- 서울대학교 상과대학 축구단